# Lewis Dobbin
Lewis Dobbin, né le 3 janvier 2003 à Stoke-on-Trent en Angleterre, est un footballeur anglais qui évolue au poste d'ailier à Aston Villa.

## Biographie

### En club
Né à Stoke-on-Trent en Angleterre, Lewis Dobbin est formé par le Everton FC, qu'il rejoint à l'âge de onze ans, en 2014.
Il joue son premier match en professionnel le 25 septembre 2021, à l'occasion d'une rencontre de Premier League contre Norwich City. Il entre en jeu à la place d'Alex Iwobi et son équipe s'impose par deux buts à zéro,.
Le 3 août 2022, Lewis Dobbin est prêté à Derby County pour une saison.
De retour à Everton à l'été 2023, Dobbin est intégré dans l'équipe première. Il se fait remarquer le 10 décembre 2023 en inscrivant son premier but pour Everton, lors d'une rencontre de championnat face au Chelsea FC. Buteur après son entrée en jeu, il participe à la victoire de son équipe par deux buts à zéro,.
Le 23 juin 2024, Lewis Dobbin signe en faveur d'Aston Villa. Il est toutefois prêté dès le 6 août 2024 à West Bromwich Albion pour une saison.

### En sélection
Avec les moins de 17 ans, il inscrit un total de cinq buts, avec notamment un doublé face à l'Ukraine en février 2020.
Avec les moins de 19 ans, il joue un total de deux matchs en 2021.

## Statistiques
| Saison                | Club                        | Championnat           | Championnat | Championnat | Championnat | Coupe nationale | Coupe nationale | Coupe nationale | Coupe de la Ligue | Coupe de la Ligue | Coupe de la Ligue | Compétition(s) continentale(s) | Compétition(s) continentale(s) | Compétition(s) continentale(s) | Compétition(s) continentale(s) | Total | Total | Total |
| Saison                | Club                        | Division              | M.          | B.          | P.d.        | M.              | B.              | P.d.            | M.                | B.                | P.d.              | Comp.                          | M.                             | B.                             | P.d.                           | M.    | B.    | P.d.  |
| 2021-2022             | Everton FC                  | Premier League        | 3           | 0           | 0           | 2               | 0               | 0               | -                 | -                 | -                 | -                              | -                              | -                              | -                              | 5     | 0     | 0     |
| 2023-2024             | Everton FC                  | Premier League        | 12          | 1           | 0           | 1               | 0               | 0               | 2                 | 0                 | 0                 | -                              | -                              | -                              | -                              | 15    | 1     | 0     |
| Sous-total            | Sous-total                  | Sous-total            | 15          | 1           | 0           | 3               | 0               | 0               | 2                 | 0                 | 0                 | -                              | -                              | -                              | -                              | 20    | 1     | 0     |
| 2022-2023             | Derby County (prêt)         | Championship          | 43          | 3           | 4           | 8               | 2               | 1               | 3                 | 0                 | 1                 | -                              | -                              | -                              | -                              | 54    | 5     | 6     |
| Sous-total            | Sous-total                  | Sous-total            | 43          | 3           | 4           | 8               | 2               | 1               | 3                 | 0                 | 1                 | -                              | -                              | -                              | -                              | 54    | 5     | 6     |
| 2024-2025             | Aston Villa                 | Premier League        | -           | -           | -           | -               | -               | -               | -                 | -                 | -                 | -                              | -                              | -                              | -                              | 0     | 0     | 0     |
| Sous-total            | Sous-total                  | Sous-total            | -           | -           | -           | -               | -               | -               | -                 | -                 | -                 | -                              | -                              | -                              | -                              | 0     | 0     | 0     |
| 2024-2025             | West Bromwich Albion (prêt) | Championship          | 17          | 0           | 0           | -               | -               | -               | 1                 | 0                 | 0                 | -                              | -                              | -                              | -                              | 18    | 0     | 0     |
| 2024-2025             | Norwich City (prêt)         | Championship          | 5           | 1           | 0           | 1               | 0               | 0               | -                 | -                 | -                 | -                              | -                              | -                              | -                              | 6     | 1     | 0     |
| Sous-total            | Sous-total                  | Sous-total            | 22          | 1           | 0           | 1               | 0               | 0               | 1                 | 0                 | 0                 | -                              | -                              | -                              | -                              | 24    | 1     | 0     |
| Total sur la carrière | Total sur la carrière       | Total sur la carrière | 80          | 5           | 4           | 12              | 2               | 1               | 6                 | 0                 | 1                 | -                              | -                              | -                              | -                              | 98    | 7     | 6     |